# Dark Angel

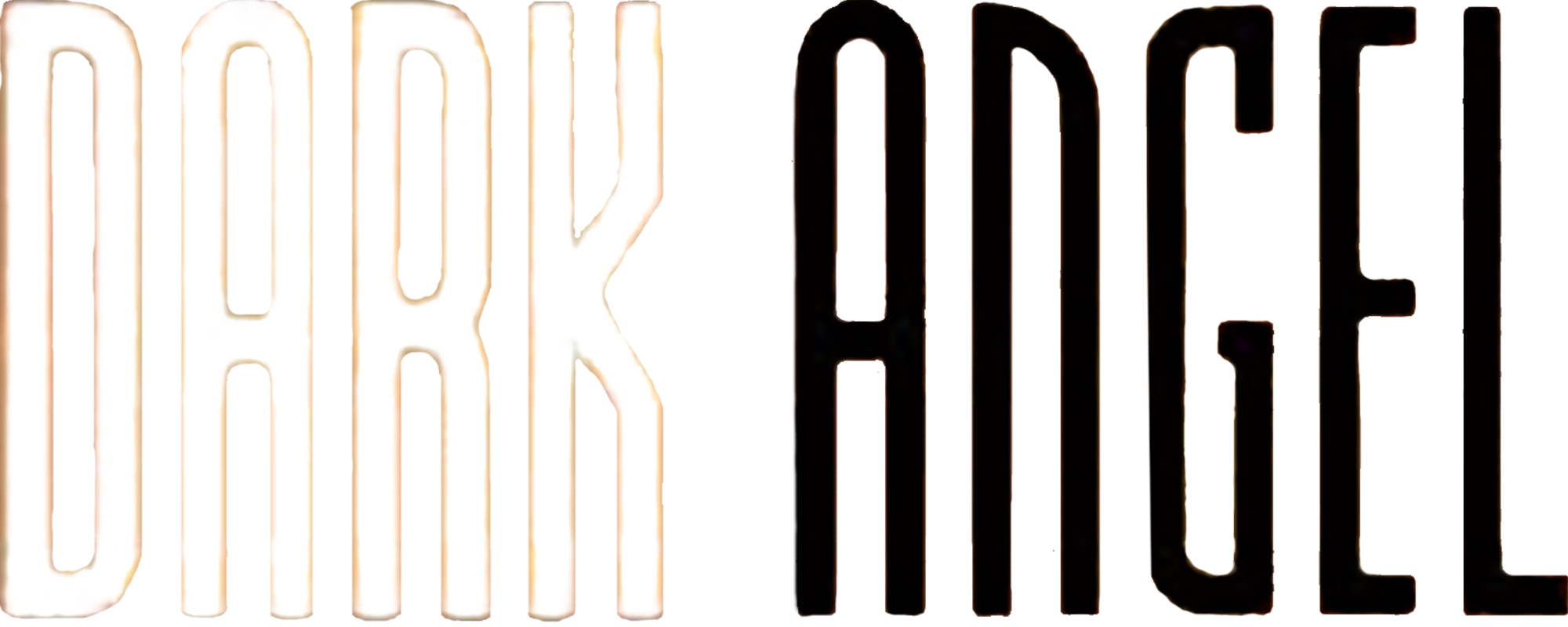
Dark Angel logotyp

Dark Angel, amerikansk science fiction-TV-serie. Den första säsongen gjordes år 2000 och den andra säsongen år 2001. Endast två säsonger spelades in. TV-serien producerades av James Cameron och Charles H. Eglee.
Serien utspelar sig huvudsakligen i ett fiktivt Seattle år 2020, även om huvudpersonen Max ofta har tillbakablickar till år 2009. USA håller på att utveckla genetiskt modifierade soldater, med god framgång. År 2009 flyr 12 stycken nioåriga transgena soldater från Manticore, den hemliga myndighet som står för framavlingen och utbildningen av soldaterna. Ett par månader efter flykten inträffar ett terrorattentat kallat "the Pulse". Ett kärnvapen skjuts upp och detonerar ovanför USA. Bomben lämnar inte några direkta offer eftersom explosionen och strålningen med den detoneras så högt upp. Däremot orsakar bomben en kraftig elektromagnetisk puls så att nästan alla datorer i USA förstörs. Förutom att alla USA:s ekonomiska tillgångar omintetgörs och all kommunikation decimeras, töms alla (elektroniska) register. 2020 blir USA ett U-land vari undantagstillstånd gäller. I detta kaos lyckas Manticore:s transgena gömma sig. En av dem, Max (eller X5-452; hennes Manticore-beteckning), bor i Seattle och försöker finna de andra. Förutom att jobba som cykelbud om dagarna jobbar hon som inbrottstjuv under nätterna. En natt bryter hon sig in hos Logan som senare visar sig vara Eyes Only, en hacker som hackar sig in på TV-sändningar och berättar sanningar som han anser att staten undanhåller folket.

## Roller
- Max Guevera (X5-452 332960073452) - Jessica Alba
- Logan Cale - Michael Weatherly
- Zack (X5-599 330417291599) - William Gregory Lee
- Alec (X5-494 331845739494 - Jensen Ackles
- Sketchy - Richard Gunn
- Normal - J.C. MacKenzie
- Original Cindy - Valarie Rae Miller
- Lydecker - John Savage
- Herbal - Alimi Ballard
- Kendra - Jennifer Blanc
- Joshua - Kevin Durand
- Madam X - Nana Visitor